# Lyaskovets (huyện)
Lyaskovets là một huyện thuộc tỉnh Veliko Tarnovo, Bungaria. Dân số thời điểm năm 2001 là 15570 người.